# خاسامبا
خاسامبا (بالعبرية: חסמבה)، وهي مختصرة من الجملة العبرية "חבורת סוד מוחלט בהחלט"، والذي يعني المجموعة السرية المطلقة، وهي سلسلة قصص الروائية للأطفال، من تأليف يغال موسينسون ورسمه شموئيل كاتس، والتي تجري القصة حول دعم الأطفال للحركات المسلحة اليهودية وخاصة عصابة هاغاناه، الذين عارضوا الوجود البريطاني في فلسطين، تم إصدار النسخة الأولى عام 1950، وحققت مبيعاتها نحو مليون نسخة، وتم عرضها في المسرحيات الغنائية في إسرائيل، وخاسامبا أصبحت جزءاً رئيسياً من الثقافة الإسرائيلية.

## قصة
تدور القصة الأدبية حول قيام الفتيان والفتيات بتكوين جمعية سرية يعرف عنها خاسامبا "חסמבה"، حيث قدم الدعم الكبير للعصابات الصهيونية ودعمها عن طريق الاتصال وتعطيل التقدم للقوات البريطانية في فلسطين، وتحقيق حلم ولادة دولة إسرائيل.